# Offa's Dyke

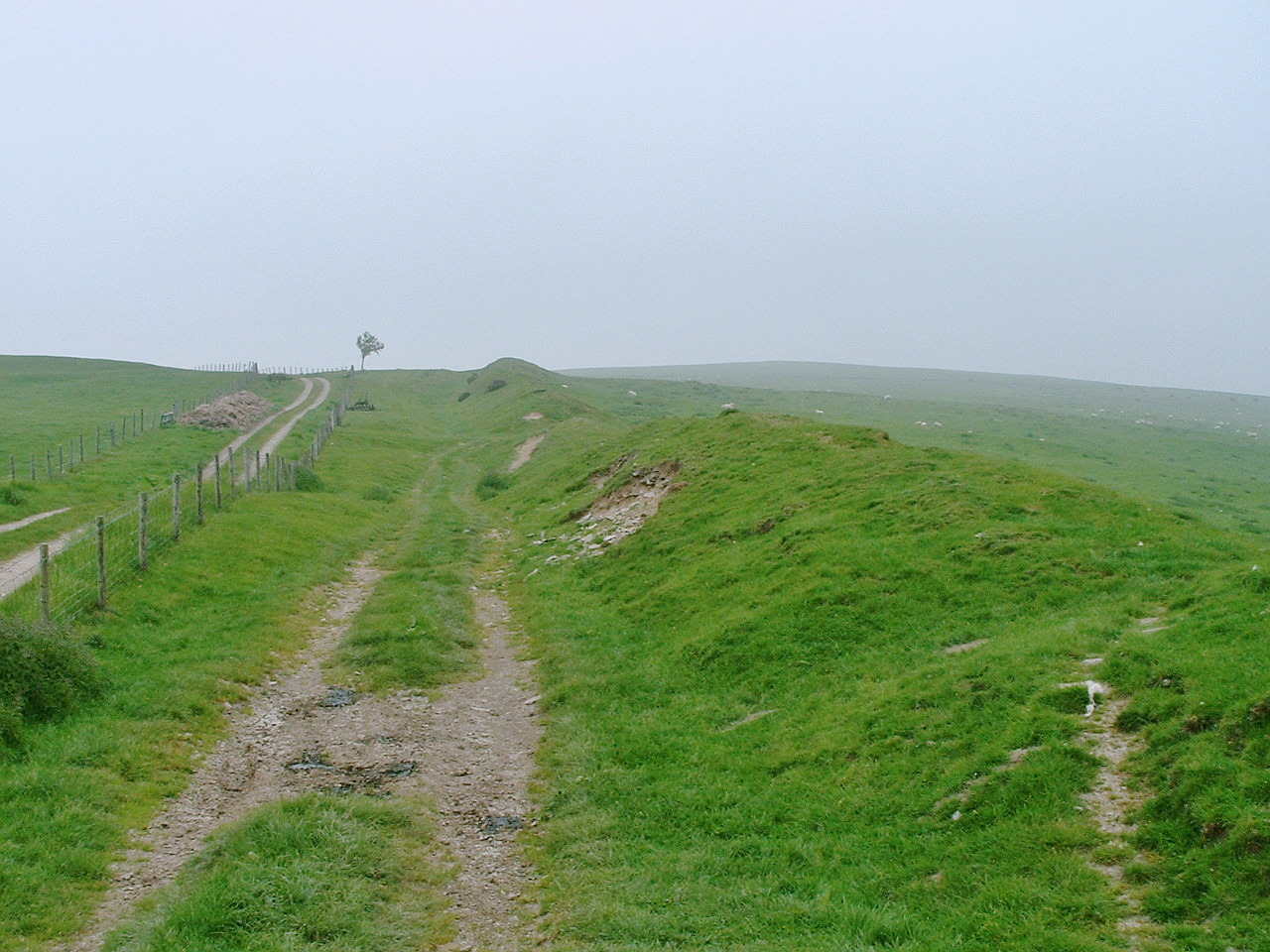
Offa's dyke

Offa's Dyke (kymriska: Clawdd Offa) var ett omfattande byggnadsverk bestående av försvarsvallar vid gränsen mellan England och Wales, numera i form av lämningar i terrängen. Vallarna ligger längs hela gränssträckan, från floden Dee i norr till floden Wye i söder, en sträcka av omkring 240 km, men var inte kontinuerlig längs hela sträckan utan byggdes bara på de avsnitt där inte naturliga barriärer redan fanns, vilket innebär att den faktiska sammanlagda längden av vallarna var omkring 130 km. Vallen är på sina ställen upp till 20 m bred (inklusive vallgrav) och upp till 2,5 m hög.
Byggherre brukar kung Offa av Mercia på 700-talet anses ha varit. Flera delar av vallen anses dock ha äldre ursprung.
Vallen tjänade som ett försvarsverk mot invasion och intrång från den walesiska sidan, men kanske framför allt som synlig gräns. Den hade uppenbarligen ett symboliskt värde som gränsmarkör - George Borrow återger traditionella legender i Wild Wales,
"[I]t was customary for the English to cut off the ears of every Welshman who was found to the east of the dyke, and for the Welsh to hang every Englishman whom they found to the west of it."
Även dagens gräns mellan England och Wales följer i huvudsak samma dragning som vallen. Vallen har symbolisk innebörd liknande Hadrianus mur mellan England och Skottland, även om denna inte byggdes för att markera gräns mot något organiserat hot.
Offa's Dyke har också motsvarigheter i Danmark (Danevirke) och Sverige (Götavirke).

## Offa's Dyke Path
Längs vallen går Offa's Dyke Path, en vandringsled som ingår i de nationella vandringslederna British National Trails. Leden invigdes 1971 av John Hunt. Den kom till med stöd av Countryside Commission. Leden börjar vid Chepstow vid floden Severn och går norrut förbi småstaden Knighton (som delar leden i nordlig och sydlig del) till Prestatyn vid Irländska sjön. Leden är 177 mile lång (285 km).